# Olympische Sommerspiele 2008/Basketball
Bei den XXIX. Olympischen Sommerspielen 2008 in Peking wurden zwei Wettbewerbe im Basketball ausgetragen. Am Turnier der Männer und am Turnier der Frauen nahmen je zwölf Mannschaften teil. Jedes für das Turnier qualifizierte Land war berechtigt maximal eine Mannschaft zu je zwölf Spielern aufstellen, daraus ergab sich die Gesamtzahl von 144 teilnehmenden Männern und 144 Frauen bei diesem Wettbewerb. Beide Wettbewerbe wurden im Wukesong-Hallenstadion ausgetragen, der der Frauen vom 9. bis zum 23., der der Männer vom 10. bis zum 24. August. Die Auslosung der Gruppen fand am 26. April 2008 statt, die endgültige Reihenfolge der Spiele am jeweiligen Spieltag wurde am 25. Mai bekanntgegeben.

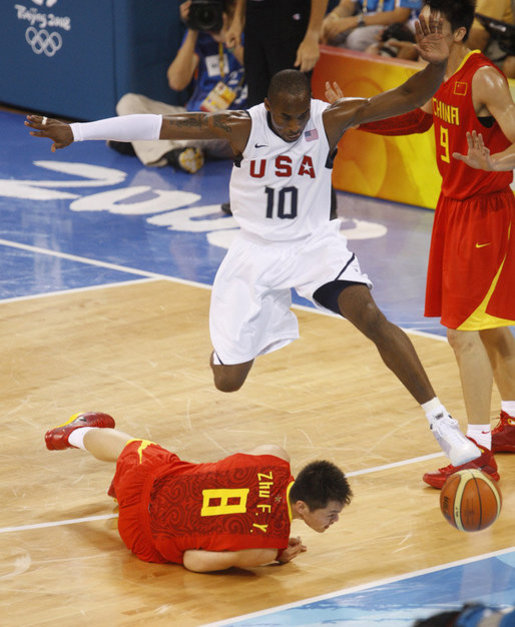
Kobe Bryant im Vorrundenspiel der Gruppe B Vereinigte Staaten gegen China.

## Männer

### Qualifikation
Neben dem Gastgeber China waren der Erstplatzierte der Weltmeisterschaft 2006, der Erstplatzierte der Afrikameisterschaft 2007, der Erstplatzierte der Asienmeisterschaft 2007, die Erst- und Zweitplatzierten der Amerikameisterschaft 2007, die Erst- und Drittplatzierten der Europameisterschaft 2007 (Da Spanien als Weltmeister bereits qualifiziert war, rückte der Drittplatzierte nach) sowie der Erstplatzierte der Ozeanienmeisterschaft direkt für Olympia qualifiziert.
Die drei verbleibenden Startplätze wurden bei einem abschließenden Qualifikationsturnier, das vom 14. bis 20. Juli 2008 in Athen stattfand, vergeben. Daran nahmen zwölf Mannschaften teil, von denen sich die drei Besten für den olympischen Wettbewerb qualifizierten. Die Spiele wurden in der Olympiahalle des Olympia-Sportkomplexes ausgetragen. An diesem abschließenden Qualifikationsturnier nahmen folgende Mannschaften teil:
- Vier aus Europa (Europameisterschaft 2007):  Griechenland (4.),  Deutschland (5.),  Kroatien (6.),  Slowenien (7.)
- Drei aus Amerika (Amerikameisterschaft 2007):  Puerto Rico (3.),  Brasilien (4.),  Kanada (5.)
- Zwei aus Afrika (Afrikameisterschaft 2007):  Kamerun (2.),  Kap Verde (3.)
- Zwei aus Asien (Asienmeisterschaft 2007):  Libanon (2.),  Südkorea (3.)
- Eine aus Ozeanien (Ozeanienmeisterschaft 2007):  Neuseeland (2.)

Nach Gruppenspielen in vier Gruppen und der Endrunde mit acht Mannschaften haben sich die drei besten Mannschaften für den olympischen Wettbewerb qualifiziert (kursiv dargestellt).
|  | Viertelfinale | Viertelfinale |             |             | Halbfinale          | Halbfinale          |  |  |  |
|  |               |               |             |             |                     |                     |  |  |  |
|  |               |               |             |             |                     |                     |  |  |  |
|  |               |               |             |             |                     |                     |  |  |  |
|  | Kroatien      | 83            |             |             |                     |                     |  |  |  |
|  | Kroatien      | 83            |             |             |                     |                     |  |  |  |
|  | Kanada        | 62            |             |             |                     |                     |  |  |  |
|  | Kanada        | 62            | Kroatien    | 76          |                     |                     |  |  |  |
|  |               |               | Kroatien    | 76          |                     |                     |  |  |  |
|  |               | Deutschland   | 70          |             |                     |                     |  |  |  |
|  | Deutschland   | Deutschland   | 70          | 78          |                     |                     |  |  |  |
|  | Deutschland   |               |             | 78          |                     |                     |  |  |  |
|  | Brasilien     | 65            |             |             |                     |                     |  |  |  |
|  | Brasilien     | 65            |             |             |                     |                     |  |  |  |
|  |               |               |             |             |                     |                     |  |  |  |
|  |               |               |             |             |                     |                     |  |  |  |
|  | Slowenien     | 61            |             |             |                     |                     |  |  |  |
|  | Slowenien     | 61            |             |             |                     |                     |  |  |  |
|  | Puerto Rico   | 70            |             |             |                     |                     |  |  |  |
|  | Puerto Rico   | 70            | Puerto Rico | 63          | Spiel um Platz drei | Spiel um Platz drei |  |  |  |
|  |               |               | Puerto Rico | 63          | Spiel um Platz drei | Spiel um Platz drei |  |  |  |
|  |               | Griechenland  | 88          |             |                     |                     |  |  |  |
|  | Griechenland  | Griechenland  | 88          | 75          | Deutschland         | 96                  |  |  |  |
|  | Griechenland  |               |             | 75          | Deutschland         | 96                  |  |  |  |
|  | Neuseeland    | 48            |             | Puerto Rico | 82                  |                     |  |  |  |
|  | Neuseeland    | 48            |             | Puerto Rico | 82                  |                     |  |  |  |
|  |               |               |             |             |                     |                     |  |  |  |

Für den olympischen Wettkampf haben sich damit folgende Mannschaften qualifiziert:
| - Angola (als Afrikameister) - Argentinien (als Vize-Amerikameister) - Australien (als Ozeanienmeister) - Volksrepublik China (als Gastgeber) - Deutschland (durch Qualifikationsturnier) - Griechenland (durch Qualifikationsturnier, nicht als Vize-Weltmeister) | - Iran (als Asienmeister) - Kroatien (durch Qualifikationsturnier) - Litauen (als 3. der Europameisterschaft, da Spanien bereits qualifiziert) - Russland (als Europameister) - Spanien (als Weltmeister und als Vize-Europameister) - Vereinigte Staaten (als Amerikameister) |

### Olympischer Wettbewerb

#### Medaillengewinner
| Platz | Land | Sportler |
| ----- | ---- | --- |
| 1     | USA  | Carmelo Anthony, Carlos Boozer, Chris Bosh, Kobe Bryant, LeBron James, Dwight Howard, Jason Kidd, Chris Paul, Tayshaun Prince, Michael Redd, Dwyane Wade, Deron Williams Trainer: Mike Krzyzewski                                   |
| 2     | ESP  | José Calderón, Rudy Fernández, Jorge Garbajosa, Marc Gasol, Pau Gasol, Carlos Jiménez, Raúl López, Álex Mumbrú, Juan Carlos Navarro, Felipe Reyes, Berni Rodríguez, Ricky Rubio Trainer: Aíto García Reneses                        |
| 3     | ARG  | Carlos Delfino, Manu Ginóbili, Román González, Juan Pedro Gutiérrez, Leonardo Gutiérrez, Federico Kammerichs, Andrés Nocioni, Fabricio Oberto, Antonio Porta, Pablo Prigioni, Paolo Quinteros, Luis Scola Trainer: Sergio Hernández |

#### Vorrunde

##### Gruppe A
| Platz | Land        | S | G | V | Körbe   | Diff. | Punkte |
| 1     | Litauen     | 5 | 4 | 1 | 425:400 | +25   | 9      |
| 2     | Argentinien | 5 | 4 | 1 | 425:361 | +64   | 9      |
| 3     | Kroatien    | 5 | 3 | 2 | 399:380 | +19   | 8      |
| 4     | Australien  | 5 | 3 | 2 | 457:405 | +52   | 8      |
| 5     | Russland    | 5 | 1 | 4 | 387:406 | −19   | 6      |
| 6     | Iran        | 5 | 0 | 5 | 323:464 | −141  | 5      |

| Spiel | Datum                 | Begegnung   | Begegnung | Begegnung   | Q1    | Q2    | Q3    | Q4    | Verl. | Erg.   |
| ----- | --------------------- | ----------- | --------- | ----------- | ----- | ----- | ----- | ----- | ----- | ------ |
| 1     | 10. August, 09:00 Uhr | Russland    | –         | Iran        | 24:5  | 14:17 | 8:16  | 25:11 |       | 71:49  |
| 1     | 10. August, 16:45 Uhr | Litauen     | –         | Argentinien | 14:11 | 20:19 | 17:15 | 28:30 |       | 79:75  |
| 1     | 10. August, 20:00 Uhr | Australien  | –         | Kroatien    | 14:21 | 17:26 | 22:26 | 29:24 |       | 82:97  |
| 2     | 12. August, 09:00 Uhr | Iran        | –         | Litauen     | 20:15 | 14:31 | 19:28 | 14:25 |       | 67:99  |
| 2     | 12. August, 11:15 Uhr | Kroatien    | –         | Russland    | 16:17 | 26:19 | 18:15 | 25:27 |       | 85:78  |
| 2     | 12. August, 22:15 Uhr | Argentinien | –         | Australien  | 23:11 | 16:18 | 24:17 | 22:22 |       | 85:68  |
| 3     | 14. August, 11:15 Uhr | Australien  | –         | Iran        | 28:15 | 25:14 | 22:19 | 31:20 |       | 106:68 |
| 3     | 14. August, 16:45 Uhr | Litauen     | –         | Russland    | 23:24 | 21:17 | 25:21 | 17:17 |       | 86:79  |
| 3     | 14. August, 22:15 Uhr | Argentinien | –         | Kroatien    | 21:13 | 19:9  | 19:16 | 18:15 |       | 77:53  |
| 4     | 16. August, 11:15 Uhr | Russland    | –         | Australien  | 16:27 | 17:22 | 22:20 | 25:26 |       | 80:95  |
| 4     | 16. August, 14:30 Uhr | Kroatien    | –         | Litauen     | 15:13 | 30:29 | 17:16 | 11:28 |       | 73:86  |
| 4     | 16. August, 16:45 Uhr | Iran        | –         | Argentinien | 14:19 | 19:23 | 24:30 | 25:25 |       | 82:97  |
| 5     | 18. August, 09:00 Uhr | Iran        | –         | Kroatien    | 8:19  | 8:35  | 23:16 | 18:21 |       | 57:91  |
| 5     | 18. August, 11:15 Uhr | Australien  | –         | Litauen     | 28:14 | 27:15 | 20:22 | 31:24 |       | 106:75 |
| 5     | 18. August, 22:15 Uhr | Argentinien | –         | Russland    | 27:16 | 18:23 | 27:25 | 19:15 |       | 91:79  |

(Alle Zeiten sind Ortszeit)

##### Gruppe B
| Platz | Land               | S | G | V | Körbe   | Diff. | Punkte |
| 1     | Vereinigte Staaten | 5 | 5 | 0 | 515:354 | +161  | 10     |
| 2     | Spanien            | 5 | 4 | 1 | 418:369 | +49   | 9      |
| 3     | Griechenland       | 5 | 3 | 2 | 415:375 | +40   | 8      |
| 4     | China              | 5 | 2 | 3 | 366:400 | −34   | 7      |
| 5     | Deutschland        | 5 | 1 | 4 | 330:390 | −60   | 6      |
| 6     | Angola             | 5 | 0 | 5 | 321:477 | −156  | 5      |

| Spiel | Datum                 | Begegnung          | Begegnung | Begegnung          | Q1    | Q2    | Q3    | Q4    | Verl. | Erg.   |
| ----- | --------------------- | ------------------ | --------- | ------------------ | ----- | ----- | ----- | ----- | ----- | ------ |
| 1     | 10. August, 11:15 Uhr | Deutschland        | –         | Angola             | 25:21 | 29:13 | 24:18 | 17:14 |       | 95:66  |
| 1     | 10. August, 14:30 Uhr | Spanien            | –         | Griechenland       | 20:16 | 15:13 | 27:17 | 19:20 |       | 81:66  |
| 1     | 10. August, 22:15 Uhr | Vereinigte Staaten | –         | China              | 20:16 | 29:21 | 25:11 | 27:22 |       | 101:70 |
| 2     | 12. August, 14:30 Uhr | Griechenland       | –         | Deutschland        | 21:23 | 23:10 | 25:15 | 18:16 |       | 87:64  |
| 2     | 12. August, 16:45 Uhr | China              | –         | Spanien            | 18:20 | 28:17 | 15:10 | 11:25 | 3:13  | 75:85  |
| 2     | 12. August, 20:00 Uhr | Angola             | –         | Vereinigte Staaten | 18:29 | 19:26 | 16:26 | 23:16 |       | 76:97  |
| 3     | 14. August, 09:00 Uhr | Deutschland        | –         | Spanien            | 15:12 | 21:27 | 12:20 | 11:13 |       | 59:72  |
| 3     | 14. August, 14:30 Uhr | Angola             | –         | China              | 15:28 | 27:16 | 9:21  | 17:20 |       | 68:85  |
| 3     | 14. August, 20:00 Uhr | Vereinigte Staaten | –         | Griechenland       | 20:16 | 31:16 | 23:22 | 18:15 |       | 92:69  |
| 4     | 16. August, 09:00 Uhr | Griechenland       | –         | Angola             | 12:11 | 31:17 | 38:14 | 21:19 |       | 102:61 |
| 4     | 16. August, 20:00 Uhr | China              | –         | Deutschland        | 19:9  | 8:22  | 20:8  | 12:16 |       | 59:55  |
| 4     | 16. August, 22:15 Uhr | Spanien            | –         | Vereinigte Staaten | 22:31 | 23:30 | 18:25 | 19:33 |       | 82:119 |
| 5     | 18. August, 14:30 Uhr | Griechenland       | –         | China              | 27:15 | 19:9  | 23:30 | 22:23 |       | 91:77  |
| 5     | 18. August, 16:45 Uhr | Angola             | –         | Spanien            | 23:15 | 7:25  | 11:31 | 9:27  |       | 50:98  |
| 5     | 18. August, 20:00 Uhr | Vereinigte Staaten | –         | Deutschland        | 31:12 | 22:17 | 30:17 | 23:11 |       | 106:57 |

(Alle Zeiten sind Ortszeit)

#### Finalrunde
|  | Viertelfinale              | Viertelfinale              |                            |                            | Halbfinale                 | Halbfinale |  |  | Spiel um Gold              | Spiel um Gold              |
|  |                            |                            |                            |                            |                            |            |  |  |                            |                            |
|  | 20. August 2008, 20:00 Uhr |                            |                            |                            |                            |            |  |  |                            |                            |
|  | Vereinigte Staaten         | 116                        |                            |                            |                            |            |  |  |                            |                            |
|  | Vereinigte Staaten         | 116                        | 22. August 2008, 22:15 Uhr |                            |                            |            |  |  |                            |                            |
|  | Australien                 | 85                         |                            |                            |                            |            |  |  |                            |                            |
|  | Australien                 | 85                         | Vereinigte Staaten         | 101                        |                            |            |  |  |                            |                            |
|  |                            |                            | Vereinigte Staaten         | 101                        |                            |            |  |  |                            |                            |
|  |                            | Argentinien                | 81                         |                            |                            |            |  |  |                            |                            |
|  | Argentinien                | Argentinien                | 81                         | 80                         |                            |            |  |  |                            |                            |
|  | Argentinien                |                            |                            | 80                         |                            |            |  |  |                            |                            |
|  | Griechenland               | 78                         |                            | 24. August 2008, 14:30 Uhr | 24. August 2008, 14:30 Uhr |            |  |  |                            |                            |
|  | 20. August 2008, 22:15 Uhr | 20. August 2008, 22:15 Uhr | Vereinigte Staaten         | 118                        |                            |            |  |  |                            |                            |
|  | 20. August 2008, 16:45 Uhr | 20. August 2008, 16:45 Uhr |                            | Spanien                    | 107                        |            |  |  |                            |                            |
|  | Litauen                    | 94                         |                            |                            |                            |            |  |  |                            |                            |
|  | China                      | 68                         |                            |                            |                            |            |  |  |                            |                            |
|  | China                      | 68                         | Litauen                    | 86                         |                            |            |  |  |                            |                            |
|  |                            |                            | Litauen                    | 86                         | Spiel um Bronze            |            |  |  |                            |                            |
|  |                            | Spanien                    | 91                         |                            |                            |            |  |  |                            |                            |
|  | Spanien                    | Spanien                    | 91                         | 72                         | Argentinien                | 87         |  |  |                            |                            |
|  | Spanien                    | 22. August 2008, 20:00 Uhr |                            | 72                         | Argentinien                | 87         |  |  |                            |                            |
|  | Kroatien                   | 59                         |                            | Litauen                    | 75                         |            |  |  |                            |                            |
|  | Kroatien                   | 59                         |                            |                            | 75                         |            |  |  |                            |                            |
|  | 20. August 2008, 14:30 Uhr | 20. August 2008, 14:30 Uhr |                            |                            |                            |            |  |  | 24. August 2008, 12:00 Uhr | 24. August 2008, 12:00 Uhr |

##### Viertelfinale
| Spiel | Datum                 | Begegnung          | Begegnung | Begegnung    | Q1    | Q2    | Q3    | Q4    | Verl. | Erg.   |
| ----- | --------------------- | ------------------ | --------- | ------------ | ----- | ----- | ----- | ----- | ----- | ------ |
| VF1   | 20. August, 14:30 Uhr | Spanien            | –         | Kroatien     | 22:11 | 15:15 | 14:12 | 21:21 |       | 72:59  |
| VF2   | 20. August, 16:45 Uhr | Litauen            | –         | China        | 19:17 | 22:13 | 29:23 | 24:15 |       | 94:68  |
| VF3   | 20. August, 20:00 Uhr | Vereinigte Staaten | –         | Australien   | 25:24 | 30:19 | 34:18 | 27:24 |       | 116:85 |
| VF4   | 20. August, 22:15 Uhr | Argentinien        | –         | Griechenland | 22:23 | 17:17 | 17:15 | 24:23 |       | 80:78  |

##### Halbfinale
| Spiel | Datum                 | Begegnung          | Begegnung | Begegnung   | Q1    | Q2    | Q3    | Q4    | Verl. | Erg.   |
| ----- | --------------------- | ------------------ | --------- | ----------- | ----- | ----- | ----- | ----- | ----- | ------ |
| HF1   | 22. August, 22:15 Uhr | Vereinigte Staaten | –         | Argentinien | 30:11 | 19:29 | 29:24 | 23:17 |       | 101:81 |
| HF2   | 22. August, 20:00 Uhr | Litauen            | –         | Spanien     | 19:21 | 23:19 | 24:22 | 20:29 |       | 86:91  |

##### Spiel um Platz 3
| Spiel | Datum                 | Begegnung   | Begegnung | Begegnung | Q1    | Q2    | Q3    | Q4    | Verl. | Erg.  |
| ----- | --------------------- | ----------- | --------- | --------- | ----- | ----- | ----- | ----- | ----- | ----- |
| 75    | 24. August, 12:00 Uhr | Argentinien | –         | Litauen   | 24:21 | 22:13 | 22:15 | 19:26 |       | 87:75 |

##### Finale
| Spiel | Datum                 | Begegnung          | Begegnung | Begegnung | Q1    | Q2    | Q3    | Q4    | Verl. | Erg.    |
| ----- | --------------------- | ------------------ | --------- | --------- | ----- | ----- | ----- | ----- | ----- | ------- |
| 76    | 24. August, 14:30 Uhr | Vereinigte Staaten | –         | Spanien   | 38:31 | 31:30 | 22:21 | 27:25 |       | 118:107 |

## Frauen

### Qualifikation
Neben der Volksrepublik China, dem Gastgeber, sind die Erstplatzierten der Weltmeisterschaft 2006, der Afrikameisterschaft 2007, der Asienmeisterschaft 2007, der Amerikameisterschaft 2007, der Europameisterschaft 2007, sowie der Ozeanienmeisterschaft direkt für das olympische Turnier qualifiziert. Die fünf verbleibenden Startplätze wurden bei einem abschließenden Qualifikationsturnier, das vom 9. bis 15. Juni 2008 stattfand, vergeben. Daran nahmen folgende zwölf Mannschaften teil, von denen sich die fünf besten für den olympischen Wettbewerb qualifizierten:
- Vier aus Europa:  Spanien,  Belarus,  Lettland,  Tschechien
- Drei aus Amerika:  Kuba,  Brasilien,  Argentinien
- Zwei aus Afrika:  Senegal,  Angola
- Zwei aus Asien:  Japan,  Chinesisch Taipeh
- Eine aus Ozeanien:  Fidschi

Die Auswahlmannschaften aus Spanien, Lettland, Belarus und Tschechien qualifizierten sich als Gewinner ihrer Viertelfinalpartien. Den letzten verbleibenden Platz sicherte sich die brasilianische Auswahl in einer als Final Four ausgetragenen Finalrunde der Verlierer aus den Viertelfinalpartien.
Für den olympischen Wettkampf qualifizierten sich damit folgende Mannschaften:
| - Australien - Brasilien - Volksrepublik China | - Lettland - Mali - Neuseeland | - Russland - Spanien - Südkorea | - Tschechien - Vereinigte Staaten - Belarus |

### Olympischer Wettbewerb

#### Medaillengewinnerinnen
| Platz | Land | Sportlerinnen |
| ----- | ---- | --- |
| 1     | USA  | Seimone Augustus, Sue Bird, Tamika Catchings, Sylvia Fowles, Kara Lawson, Lisa Leslie, DeLisha Milton-Jones, Candace Parker, Cappie Pondexter, Katie Smith, Diana Taurasi, Tina Thompson Trainerin: Anne Donovan                                     |
| 2     | AUS  | Suzy Batkovic, Tully Bevilaqua, Rohanee Cox, Hollie Grima, Kristi Harrower, Lauren Jackson, Erin Phillips, Emma Randall, Jennifer Screen, Belinda Snell, Laura Summerton, Penny Taylor Trainerin: Jan Stirling                                       |
| 3     | RUS  | Swetlana Abrossimowa, Rebecca Hammon, Marina Karpunina, Ilona Korstin, Marina Kusina, Jekaterina Lissina, Irina Ossipowa, Oxana Rachmatulina, Tatjana Schtschegolewa, Irina Sokolowskaja, Marija Stepanowa, Natalja Wodopjanowa Trainer: Igor Grudin |

#### Vorrunde

##### Gruppe A
| Platz | Land       | S | G | V | Körbe   | Diff. | Punkte |
| 1     | Australien | 5 | 5 | 0 | 424:319 | +105  | 10     |
| 2     | Russland   | 5 | 4 | 1 | 339:333 | +6    | 9      |
| 3     | Belarus    | 5 | 2 | 3 | 324:332 | −8    | 7      |
| 4     | Südkorea   | 5 | 2 | 3 | 327:360 | −33   | 7      |
| 5     | Lettland   | 5 | 1 | 4 | 334:387 | −53   | 6      |
| 6     | Brasilien  | 5 | 1 | 4 | 337:354 | −17   | 6      |

| Spiel | Datum                 | Begegnung  | Begegnung | Begegnung  | Q1    | Q2    | Q3    | Q4    | Verl. | Erg.  |
| ----- | --------------------- | ---------- | --------- | ---------- | ----- | ----- | ----- | ----- | ----- | ----- |
| 1     | 9. August, 09.00 Uhr  | Belarus    | –         | Australien | 12:19 | 16:25 | 22:21 | 14:18 |       | 64:83 |
| 1     | 9. August, 16.45 Uhr  | Brasilien  | –         | Südkorea   | 14:13 | 14:13 | 15:15 | 12:14 | 7:13  | 62:68 |
| 1     | 9. August, 22.15 Uhr  | Russland   | –         | Lettland   | 14:7  | 15:24 | 12:17 | 21:9  |       | 62:57 |
| 2     | 11. August, 14.30 Uhr | Südkorea   | –         | Russland   | 15:24 | 20:13 | 24:21 | 13:19 |       | 72:77 |
| 2     | 11. August, 16.45 Uhr | Lettland   | –         | Belarus    | 20:21 | 15:19 | 14:20 | 8:19  |       | 57:79 |
| 2     | 11. August, 22.15 Uhr | Australien | –         | Brasilien  | 29:14 | 21:15 | 11:20 | 19:16 |       | 80:65 |
| 3     | 13. August, 09.00 Uhr | Belarus    | –         | Russland   | 19:20 | 8:15  | 13:17 | 25:19 |       | 65:71 |
| 3     | 13. August, 14.30 Uhr | Brasilien  | –         | Lettland   | 23:14 | 13:17 | 23:26 | 19:22 |       | 78:79 |
| 3     | 13. August, 20.00 Uhr | Australien | –         | Südkorea   | 23:14 | 24:19 | 26:17 | 17:12 |       | 90:62 |
| 4     | 15. August, 11.15 Uhr | Lettland   | –         | Australien | 18:19 | 20:22 | 18:35 | 17:20 |       | 73:96 |
| 4     | 15. August, 14.30 Uhr | Russland   | –         | Brasilien  | 21:26 | 14:15 | 19:15 | 20:8  |       | 74:64 |
| 4     | 15. August, 22.15 Uhr | Südkorea   | –         | Belarus    | 15:12 | 13:21 | 9:17  | 19:13 |       | 53:63 |
| 5     | 17. August, 11.15 Uhr | Australien | –         | Russland   | 15:19 | 10:18 | 30:10 | 20:8  |       | 75:55 |
| 5     | 17. August, 14.30 Uhr | Lettland   | –         | Südkorea   | 22:20 | 13:22 | 9:18  | 24:12 |       | 68:72 |
| 5     | 17. August, 16.45 Uhr | Brasilien  | –         | Belarus    | 20:12 | 19:14 | 10:12 | 19:15 |       | 68:53 |

(Alle Zeiten sind Ortszeit)

##### Gruppe B
| Platz | Land               | S | G | V | Körbe   | Diff. | Punkte |
| 1     | Vereinigte Staaten | 5 | 5 | 0 | 491:276 | +215  | 10     |
| 2     | China              | 5 | 4 | 1 | 358:346 | +12   | 9      |
| 3     | Spanien            | 5 | 3 | 2 | 357:324 | +33   | 8      |
| 4     | Tschechien         | 5 | 2 | 3 | 346:356 | −10   | 7      |
| 5     | Neuseeland         | 5 | 1 | 4 | 320:423 | −103  | 6      |
| 6     | Mali               | 5 | 0 | 5 | 255:402 | −147  | 5      |

| Spiel | Datum                 | Begegnung          | Begegnung | Begegnung          | Q1    | Q2    | Q3    | Q4    | Verl. | Erg.   |
| ----- | --------------------- | ------------------ | --------- | ------------------ | ----- | ----- | ----- | ----- | ----- | ------ |
| 1     | 9. August, 11.15 Uhr  | Mali               | –         | Neuseeland         | 18:18 | 15:24 | 21:18 | 18:16 |       | 72:76  |
| 1     | 9. August, 14.30 Uhr  | Spanien            | –         | China              | 15:18 | 9:19  | 20:15 | 20:15 |       | 64:67  |
| 1     | 9. August, 20.00 Uhr  | Vereinigte Staaten | –         | Tschechien         | 22:17 | 27:14 | 26:13 | 22:13 |       | 97:57  |
| 2     | 11. August, 09.00 Uhr | Neuseeland         | –         | Spanien            | 7:18  | 20:22 | 20:20 | 15:25 |       | 62:85  |
| 2     | 11. August, 11.15 Uhr | Tschechien         | –         | Mali               | 23:4  | 15:18 | 18:11 | 25:14 |       | 81:47  |
| 2     | 11. August, 20.00 Uhr | China              | –         | Vereinigte Staaten | 11:33 | 16:28 | 19:20 | 17:27 |       | 63:108 |
| 3     | 13. August, 11.15 Uhr | Spanien            | –         | Tschechien         | 15:21 | 13:6  | 30:11 | 16:17 |       | 74:55  |
| 3     | 13. August, 16.45 Uhr | Neuseeland         | –         | China              | 18:26 | 13:24 | 17:15 | 15:15 |       | 63:80  |
| 3     | 13. August, 22.15 Uhr | Mali               | –         | Vereinigte Staaten | 12:24 | 16:27 | 5:25  | 8:21  |       | 41:97  |
| 4     | 15. August, 09.00 Uhr | Tschechien         | –         | Neuseeland         | 26:12 | 18:19 | 21:7  | 25:21 |       | 90:59  |
| 4     | 15. August, 16.45 Uhr | China              | –         | Mali               | 17:7  | 20:13 | 15:15 | 17:13 |       | 69:48  |
| 4     | 15. August, 20.00 Uhr | Vereinigte Staaten | –         | Spanien            | 22:17 | 17:17 | 23:10 | 31:11 |       | 93:55  |
| 5     | 17. August, 09.00 Uhr | Spanien            | –         | Mali               | 19:5  | 17:16 | 22:12 | 21:14 |       | 79:47  |
| 5     | 17. August, 20.00 Uhr | Tschechien         | –         | China              | 11:24 | 14:17 | 20:24 | 18:14 |       | 63:79  |
| 5     | 17. August, 22.15 Uhr | Neuseeland         | –         | Vereinigte Staaten | 18:23 | 6:27  | 18:25 | 18:21 |       | 60:96  |

(Alle Zeiten sind Ortszeit)

#### Finalrunde
|  | Viertelfinale              | Viertelfinale              |                            |                            | Halbfinale                 | Halbfinale |  |  | Spiel um Gold              | Spiel um Gold              |
|  |                            |                            |                            |                            |                            |            |  |  |                            |                            |
|  | 19. August 2008, 20.00 Uhr |                            |                            |                            |                            |            |  |  |                            |                            |
|  | Vereinigte Staaten         | 104                        |                            |                            |                            |            |  |  |                            |                            |
|  | Vereinigte Staaten         | 104                        | 21. August 2008, 20.00 Uhr |                            |                            |            |  |  |                            |                            |
|  | Südkorea                   | 60                         |                            |                            |                            |            |  |  |                            |                            |
|  | Südkorea                   | 60                         | Vereinigte Staaten         | 67                         |                            |            |  |  |                            |                            |
|  |                            |                            | Vereinigte Staaten         | 67                         |                            |            |  |  |                            |                            |
|  |                            | Russland                   | 52                         |                            |                            |            |  |  |                            |                            |
|  | Russland                   | Russland                   | 52                         | 84                         |                            |            |  |  |                            |                            |
|  | Russland                   |                            |                            | 84                         |                            |            |  |  |                            |                            |
|  | Spanien                    | 65                         |                            | 23. August 2008, 22.00 Uhr | 23. August 2008, 22.00 Uhr |            |  |  |                            |                            |
|  | 19. August 2008, 22.15 Uhr | 19. August 2008, 22.15 Uhr | Vereinigte Staaten         | 92                         |                            |            |  |  |                            |                            |
|  | 19. August 2008, 16.45 Uhr | 19. August 2008, 16.45 Uhr |                            | Australien                 | 65                         |            |  |  |                            |                            |
|  | Australien                 | 79                         |                            |                            |                            |            |  |  |                            |                            |
|  | Tschechien                 | 46                         |                            |                            |                            |            |  |  |                            |                            |
|  | Tschechien                 | 46                         | Australien                 | 90                         |                            |            |  |  |                            |                            |
|  |                            |                            | Australien                 | 90                         | Spiel um Bronze            |            |  |  |                            |                            |
|  |                            | China                      | 56                         |                            |                            |            |  |  |                            |                            |
|  | China                      | China                      | 56                         | 77                         | Russland                   | 94         |  |  |                            |                            |
|  | China                      | 21. August 2008, 22.15 Uhr |                            | 77                         | Russland                   | 94         |  |  |                            |                            |
|  | Belarus                    | 62                         |                            | China                      | 81                         |            |  |  |                            |                            |
|  | Belarus                    | 62                         |                            |                            | 81                         |            |  |  |                            |                            |
|  | 19. August 2008, 14.30 Uhr | 19. August 2008, 14.30 Uhr |                            |                            |                            |            |  |  | 23. August 2008, 19.30 Uhr | 23. August 2008, 19.30 Uhr |

##### Viertelfinale
| Spiel | Datum                 | Begegnung          | Begegnung | Begegnung  | Q1    | Q2    | Q3    | Q4    | Verl. | Erg.   |
| ----- | --------------------- | ------------------ | --------- | ---------- | ----- | ----- | ----- | ----- | ----- | ------ |
| VF 1  | 19. August, 14.30 Uhr | China              | –         | Belarus    | 19:13 | 19:12 | 18:18 | 21:19 |       | 77:62  |
| VF 2  | 19. August, 16.45 Uhr | Australien         | –         | Tschechien | 23:10 | 15:7  | 23:10 | 18:19 |       | 79:46  |
| VF 3  | 19. August, 20.00 Uhr | Vereinigte Staaten | –         | Südkorea   | 25:21 | 26:9  | 26:9  | 27:21 |       | 104:60 |
| VF 4  | 19. August, 22.15 Uhr | Russland           | –         | Spanien    | 10:21 | 22:19 | 24:15 | 28:10 |       | 84:65  |

##### Halbfinale
| Spiel | Datum                 | Begegnung          | Begegnung | Begegnung | Q1    | Q2    | Q3    | Q4    | Verl. | Erg.  |
| ----- | --------------------- | ------------------ | --------- | --------- | ----- | ----- | ----- | ----- | ----- | ----- |
| HF 1  | 21. August, 20.00 Uhr | Vereinigte Staaten | –         | Russland  | 13:16 | 20:16 | 15:8  | 19:12 |       | 67:52 |
| HF 2  | 21. August, 22.15 Uhr | Australien         | –         | China     | 13:11 | 21:7  | 23:21 | 33:17 |       | 90:56 |

##### Spiel um Platz 3
| Spiel | Datum                 | Begegnung | Begegnung | Begegnung | Q1    | Q2    | Q3    | Q4    | Verl. | Erg.  |
| ----- | --------------------- | --------- | --------- | --------- | ----- | ----- | ----- | ----- | ----- | ----- |
|       | 23. August, 19.30 Uhr | Russland  | –         | China     | 24:23 | 28:16 | 20:18 | 22:24 |       | 94:81 |

##### Finale
| Spiel | Datum                 | Begegnung          | Begegnung | Begegnung  | Q1    | Q2    | Q3    | Q4    | Verl. | Erg.  |
| ----- | --------------------- | ------------------ | --------- | ---------- | ----- | ----- | ----- | ----- | ----- | ----- |
|       | 23. August, 22.00 Uhr | Vereinigte Staaten | –         | Australien | 22:15 | 25:15 | 22:24 | 23:11 |       | 92:65 |

### Medaillenspiegel Basketball
| Platz | Land               | G | S | B | Gesamt |
| ----- | ------------------ | - | - | - | ------ |
| 1     | Vereinigte Staaten | 2 | – | – | 2      |
| 2     | Spanien            | – | 1 | – | 1      |
| 2     | Australien         | – | 1 | – | 1      |
| 4     | Argentinien        | – | – | 1 | 1      |
| 4     | Russland           | – | – | 1 | 1      |